# Подхоз Березовка
Подхоз Березовка (каз. Березовка қосшар) — населённый пункт в Бородулихинском районе Абайской области Казахстана. Входит в состав Новодворовского сельского округа. Код КАТО — 633857200.

## Население
В 1999 году население населённого пункта составляло 264 человека (129 мужчин и 135 женщин). По данным переписи 2009 года, в населённом пункте проживало 226 человек (119 мужчин и 107 женщин).